# NGC 6959
NGC 6959 (również PGC 65369) – galaktyka soczewkowata (S0), znajdująca się w gwiazdozbiorze Wodnika. Odkrył ją Guillaume Bigourdan 22 września 1884 roku.